# Novéant-sur-Moselle
Novéant-sur-Moselle é uma comuna francesa na região administrativa de Grande Leste, no departamento de Mosela. Estende-se por uma área de 12,89 km². Em 2010 a comuna tinha 1 834 habitantes (densidade: 142,3 hab./km²).